# Francesco Bertos
Francesco Bertos (Dolo, 23 mei 1678 – aldaar, 28 november 1741) was een Venetiaans beeldhouwer die werkte in de stijl van de late barok en de rococo.

## Leven en werk

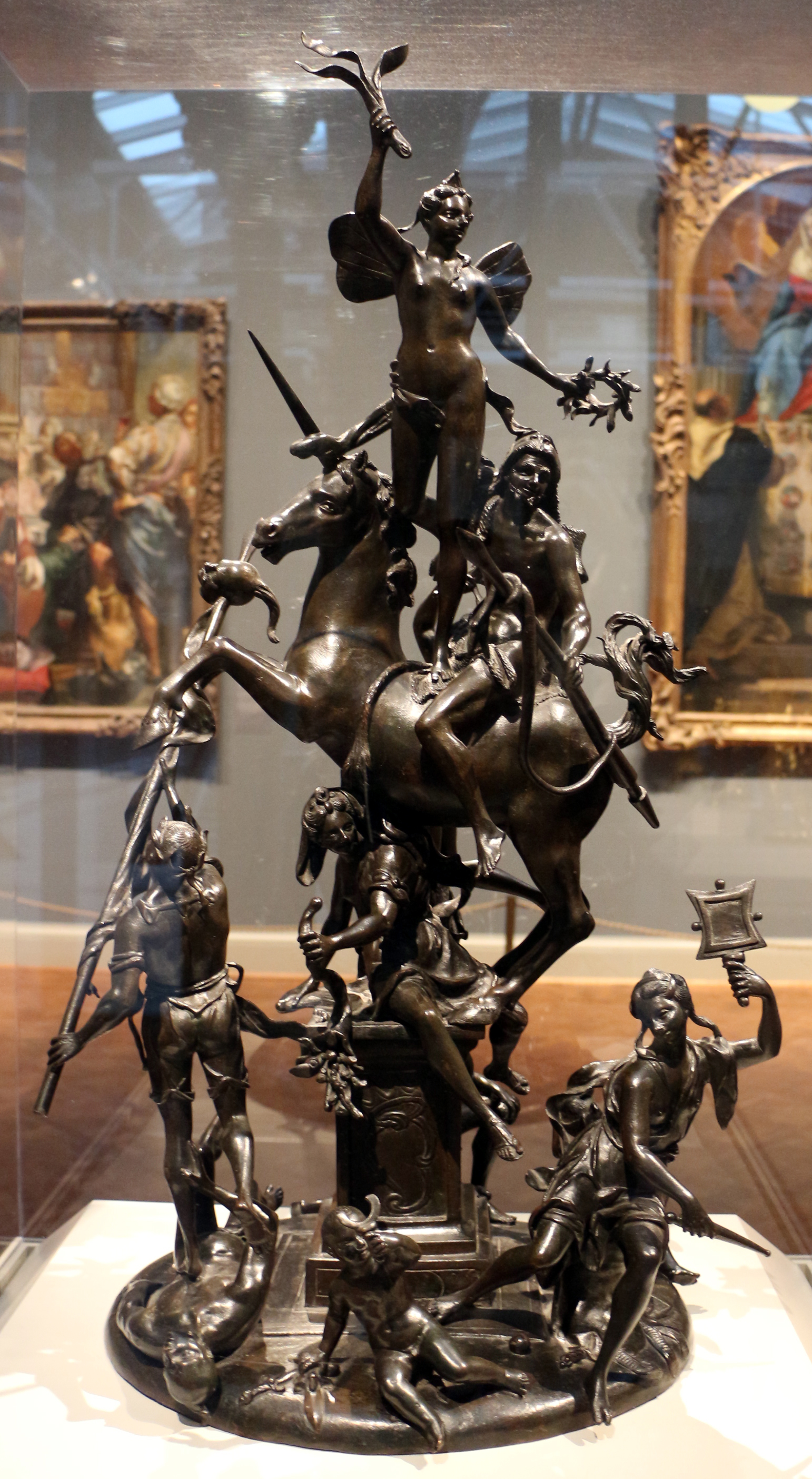
Allegorische groep van Bertos in het Art Institute of Chicago

Hij was een leerling van Giovanni Bonazza (1654-1736). In 1708 kreeg hij van Girolamo Bertos, klaarblijkelijk een oudere verwant, een aanbevelingsbrief om te werken voor Giovanni Battista Foggini in Firenze. Zijn eerste bekende klant was Antonio Manin in 1715. In de volgende jaren leverde Bertos acht beeldengroepen voor de Villa Manin in Passariano. 
Hij werkte in marmer, brons en steen, en ontwikkelde een heel eigen formaat van piramidale sculpturen met tot twaalf menselijke figuren, soms aangevuld met dieren. Het is aannemelijk dat hij zich liet inspireren door de 'Werken van Hercules', acrobatische vertoningen die populair waren in het Venetië van zijn tijd. Zijn figuren hadden vrij expressieloze gezichten, maar waren zo kunstig gestapeld en gecontorsioneerd, dat hij een demonstratie moest doen voor de inquisitie om aan te tonen dat hij het zonder duivelse hulp deed. Zijn thema's waren meestal mythologisch of allegorisch, religieuze werken maakte hij minder. 
Bertos kende succes met zijn dynamische stijl. Hij kreeg opdrachten van veldmaarschalk Johann Matthias von der Schulenburg, van het koninklijk huis Savoye en van tsaar Peter de Grote (voor diens zomerpaleis in Sint-Petersburg).
Een leerling van Bertos was Agostino Fasolato (1714-1787), vooral bekend omdat aan hem de Val van de opstandige engelen wordt toegeschreven, een 160 hoge sculptuur met een zestigtal figuren.
In de 19e en 20 eeuw was het virtuoze beeldhouwwerk van Bertos gewild door Engelse en Amerikaanse verzamelaars. Ander werk bevindt zich in het Koninklijk Paleis van Turijn en in het Museo del Prado te Madrid.